# 박이현
박이현은 조선시대의 의병이다. 임진왜란에 참전했다.